# Campeonato de Primera D 1997-98
El Campeonato de Primera D 1997-98 fue la cuatrigésima octava edición de la categoría. Se disputó desde el 30 de agosto de 1997 hasta el 8 de agosto de 1998. 
Los nuevos participantes fueron: Atlas y Ferrocarril Urquiza, que volvieron de la desafiliación y los descendidos de la Primera C, Argentino de Merlo y Central Ballester. El torneo fue disputado por 15 equipos, que jugaron dos torneos de 14 fechas cada uno. 
El primero de la temporada, denominado Apertura, se disputó entre el 30 de agosto y el 20 de diciembre. El segundo, denominado Clausura, se disputó del 21 de febrero al 27 de junio. En ambos se proclamó ganadorJuventud Unida, que de ese modo se coronó campeón automáticamente y ascendió a la Primera C. El segundo ascenso fue para Lugano que ganó el Torneo reducido. 
Por otra parte, se determinó la desafiliación por un año de Atlas, que finalizó último en la tabla de promedios. 

## Ascensos y descensos
| Promedio | Desafiliado de la Primera D 1996-97 |
| -------- | ----------------------------------- |
| 14.º     | Fénix                               |

| Reafiliados         |
| ------------------- |
| Atlas               |
| Ferrocarril Urquiza |

| Posición  | Ascendidos a la Primera C 1997-98 |
| --------- | --------------------------------- |
| Campeón   | Claypole                          |
| Gan. Red. | Comunicaciones                    |

| Promedio | Descendidos de la Primera C 1996-97 |
| -------- | ----------------------------------- |
| 17.º     | Argentino de Merlo                  |
| 18.º     | Central Ballester                   |

- De esta manera, el número de participantes aumentó a 15 equipos.

## Equipos
| Equipo              | Ciudad            | Estadio                   | Capacidad |
| ------------------- | ----------------- | ------------------------- | --------- |
| Acassuso            | Boulogne          | La Quema                  | 800       |
| Argentino de Merlo  | Merlo             | Argentino de Merlo        | 11 000    |
| Atlas               | General Rodríguez | Ricardo Puga              | 2500      |
| Central Ballester   | José León Suárez  | Libertarios Unidos        | 6000      |
| Centro Español      | Haedo             | Delfín Edmundo Benítez    | 500       |
| Ferrocarril Urquiza | Villa Lynch       | Monumental de Villa Lynch | 1000      |
| Juventud Unida      | San Miguel        | Néstor Bedgni             | 3200      |
| Lugano              | Tapiales          | José María Moraños        | 1500      |
| Muñiz               | Muñiz             | Ricardo Puga              | 2500      |
| Puerto Nuevo        | Campana           | Rubén Carlos Vallejos     | 500       |
| Sacachispas         | Buenos Aires      | Roberto Larrosa           | 4000      |
| Sportivo Barracas   | Buenos Aires      | Deportivo San Vicente     | 500       |
| Victoriano Arenas   | Valentín Alsina   | Saturnino Moure           | 1500      |
| Villa San Carlos    | Berisso           | Genacio Sálice            | 4000      |
| Yupanqui            | Buenos Aires      | Delfín Edmundo Benítez    | 500       |

| 1. 2. 3. 4. 5. |

### Distribución geográfica de los equipos
| Región                                   | Cant. | Equipos |
| ---------------------------------------- | ----- | --- |
| Conurbano bonaerense                     | 9     | Acassuso, Argentino de Merlo, Central Ballester, Centro Español, Ferrocarril Urquiza, Juventud Unida, Lugano, Muñiz y Victoriano Arenas |
| Ciudad de Buenos Aires                   | 3     | Sacachispas, Sportivo Barracas y Yupanqui                                                                                               |
| Interior de la provincia de Buenos Aires | 2     | Atlas y Puerto Nuevo |
| Gran La Plata                            | 1     | Villa San Carlos |

## Formato

### Competición
Se disputaron dos torneos: Apertura y Clausura. En cada uno de ellos, los 15 equipos se enfrentaron todos contra todos. Ambos se jugaron a una sola rueda. Los partidos disputados en el Torneo Clausura representaron los desquites de los del Torneo Apertura, invirtiendo la localía. Si el ganador de ambas fases fuera el mismo equipo, sería el campeón. En cambio, si los ganadores del Apertura y el Clausura fueran dos equipos distintos disputarían una final a dos partidos para determinarlo. En el primer caso, el equipo mejor ubicado en la tabla general (excluyendo al campeón) o el perdedor de la final, en el segundo caso, clasificaría a las semifinales del Torneo reducido.
Por otra parte, los seis equipos que, al finalizar la disputa, ocuparon los primeros puestos de la tabla general de la temporada (excluyendo al campeón y al clasificado a las semifinales) clasificaron a los cuartos de final del Torneo reducido.

### Ascensos
El campeón obtuvo el primer ascenso a la Primera C y el ganador del Torneo reducido logró el segundo.

### Descensos
Al final de la temporada, el equipo con el peor promedio fue suspendido en su afiliación por un año.

## Torneo Apertura
| Pos | Equipo              | PJ | PG | PE | PP | GF | GC | DF  | Pts |
| --- | ------------------- | -- | -- | -- | -- | -- | -- | --- | --- |
| 1   | Juventud Unida      | 14 | 10 | 2  | 2  | 37 | 15 | 22  | 32  |
| 2   | Argentino de Merlo  | 14 | 8  | 3  | 3  | 24 | 12 | 12  | 27  |
| 3   | Sacachispas         | 14 | 8  | 2  | 4  | 32 | 22 | 10  | 26  |
| 4   | Lugano              | 14 | 7  | 4  | 3  | 27 | 13 | 14  | 25  |
| 5   | Villa San Carlos    | 14 | 6  | 5  | 3  | 26 | 20 | 6   | 23  |
| 6   | Yupanqui            | 14 | 6  | 5  | 3  | 16 | 13 | 3   | 23  |
| 7   | Puerto Nuevo        | 14 | 6  | 4  | 4  | 26 | 21 | 5   | 22  |
| 8   | Victoriano Arenas   | 14 | 5  | 4  | 5  | 22 | 22 | 0   | 19  |
| 9   | Central Ballester   | 14 | 5  | 3  | 6  | 25 | 27 | -2  | 18  |
| 10  | Ferrocarril Urquiza | 14 | 4  | 5  | 5  | 22 | 25 | -3  | 17  |
| 11  | Centro Español      | 14 | 5  | 1  | 8  | 16 | 23 | -7  | 16  |
| 12  | Acassuso            | 14 | 4  | 3  | 7  | 17 | 17 | 0   | 15  |
| 13  | Muñiz               | 14 | 4  | 2  | 8  | 15 | 29 | -14 | 14  |
| 14  | Sportivo Barracas   | 14 | 4  | 1  | 9  | 17 | 23 | -6  | 13  |
| 15  | Atlas               | 14 | 0  | 2  | 12 | 7  | 47 | -40 | 2   |

|  | Clasificado a la final. |

## Torneo Clausura
| Pos | Equipo              | PJ | PG | PE | PP | GF | GC | DF  | Pts |
| --- | ------------------- | -- | -- | -- | -- | -- | -- | --- | --- |
| 1   | Juventud Unida      | 14 | 9  | 4  | 1  | 32 | 14 | 18  | 31  |
| 2   | Victoriano Arenas   | 14 | 9  | 3  | 2  | 40 | 7  | 33  | 30  |
| 3   | Sacachispas         | 14 | 8  | 4  | 2  | 39 | 18 | 21  | 28  |
| 4   | Argentino de Merlo  | 14 | 8  | 3  | 3  | 28 | 15 | 13  | 27  |
| 5   | Puerto Nuevo        | 14 | 7  | 5  | 2  | 30 | 15 | 15  | 26  |
| 6   | Lugano              | 14 | 6  | 6  | 2  | 26 | 14 | 12  | 24  |
| 7   | Villa San Carlos    | 14 | 6  | 4  | 4  | 26 | 17 | 9   | 22  |
| 8   | Yupanqui            | 14 | 5  | 6  | 3  | 24 | 21 | 3   | 21  |
| 9   | Centro Español      | 14 | 3  | 7  | 4  | 14 | 21 | -7  | 16  |
| 10  | Acassuso            | 14 | 5  | 1  | 8  | 13 | 24 | -11 | 16  |
| 11  | Central Ballester   | 14 | 2  | 6  | 6  | 16 | 25 | -9  | 12  |
| 12  | Sportivo Barracas   | 14 | 3  | 2  | 9  | 20 | 32 | -12 | 11  |
| 13  | Atlas               | 14 | 3  | 2  | 9  | 20 | 50 | -30 | 11  |
| 14  | Muñiz               | 14 | 2  | 3  | 9  | 19 | 36 | -17 | 9   |
| 15  | Ferrocarril Urquiza | 14 | 0  | 2  | 12 | 13 | 51 | -38 | 2   |

|  | Campeón del torneo por haber ganado el Apertura y el Clausura. |

## Tabla de posiciones general de la temporada
| Pos | Equipo              | PJ | PG | PE | PP | GF | GC | DF  | Pts |
| --- | ------------------- | -- | -- | -- | -- | -- | -- | --- | --- |
| 1   | Juventud Unida      | 28 | 19 | 6  | 3  | 69 | 29 | 40  | 63  |
| 2   | Sacachispas         | 28 | 16 | 6  | 6  | 71 | 40 | 31  | 54  |
| 3   | Argentino de Merlo  | 28 | 16 | 6  | 6  | 52 | 27 | 25  | 54  |
| 4   | Victoriano Arenas   | 28 | 14 | 7  | 7  | 62 | 29 | 33  | 49  |
| 5   | Lugano              | 28 | 13 | 10 | 5  | 53 | 27 | 26  | 49  |
| 6   | Puerto Nuevo        | 28 | 13 | 9  | 6  | 56 | 36 | 20  | 48  |
| 7   | Villa San Carlos    | 28 | 12 | 9  | 7  | 52 | 37 | 15  | 45  |
| 8   | Yupanqui            | 28 | 11 | 11 | 6  | 40 | 34 | 6   | 44  |
| 9   | Centro Español      | 28 | 8  | 8  | 12 | 30 | 44 | -14 | 32  |
| 10  | Acassuso            | 28 | 9  | 4  | 15 | 30 | 41 | -11 | 31  |
| 11  | Central Ballester   | 28 | 7  | 9  | 12 | 41 | 52 | -11 | 30  |
| 12  | Sportivo Barracas   | 28 | 7  | 3  | 18 | 37 | 55 | -18 | 24  |
| 13  | Muñiz               | 28 | 6  | 5  | 17 | 34 | 65 | -31 | 23  |
| 14  | Ferrocarril Urquiza | 28 | 4  | 7  | 17 | 35 | 76 | -41 | 19  |
| 15  | Atlas               | 28 | 3  | 4  | 21 | 27 | 97 | -70 | 13  |

|  | Campeón de la temporada y primer ascendido.                                              |
|  | Clasificado a las semifinales del reducido por ser el mejor ubicado en la tabla general. |
|  | Clasificados a cuartos de final del reducido.                                            |

## Torneo reducido

### Reducido
|  | Cuartos de final         | Cuartos de final         | Cuartos de final  | Cuartos de final  | Cuartos de final |   |                    | Semifinal          | Semifinal         | Semifinal         | Semifinal         | Semifinal         |  |                    | Final              | Final           | Final           | Final           | Final           |  |
|  | 5 al 12 de julio         | 5 al 12 de julio         | 5 al 12 de julio  | 5 al 12 de julio  | 5 al 12 de julio |   |                    | 18 al 25 de julio  | 18 al 25 de julio | 18 al 25 de julio | 18 al 25 de julio | 18 al 25 de julio |  |                    | 1 y 8 de agosto    | 1 y 8 de agosto | 1 y 8 de agosto | 1 y 8 de agosto | 1 y 8 de agosto |  |
|  |                          |                          |                   |                   |                  |   |                    |                    |                   |                   |                   |                   |  |                    |                    |                 |                 |                 |                 |  |
|  |                          |                          |                   |                   |                  |   |                    |                    |                   |                   |                   |                   |  |                    |                    |                 |                 |                 |                 |  |
|  | Argentino de Merlo       | Argentino de Merlo       | 3                 | 1                 | 4                |   |                    |                    |                   |                   |                   |                   |  |                    |                    |                 |                 |                 |                 |  |
|  | Argentino de Merlo       | Argentino de Merlo       | 3                 | 1                 | 4                |   |                    |                    |                   |                   |                   |                   |  |                    |                    |                 |                 |                 |                 |  |
|  | Yupanqui                 | Yupanqui                 | 0                 | 1                 | 1                |   |                    |                    |                   |                   |                   |                   |  |                    |                    |                 |                 |                 |                 |  |
|  | Yupanqui                 | Yupanqui                 | 0                 | 1                 | 1                |   | Argentino de Merlo | Argentino de Merlo | 1                 | 5                 | 6                 |                   |  |                    |                    |                 |                 |                 |                 |  |
|  |                          |                          |                   |                   |                  |   | Argentino de Merlo | Argentino de Merlo | 1                 | 5                 | 6                 |                   |  |                    |                    |                 |                 |                 |                 |  |
|  |                          |                          | Victoriano Arenas | Victoriano Arenas | 1                | 1 | 2                  |                    |                   |                   |                   |                   |  |                    |                    |                 |                 |                 |                 |  |
|  | Victoriano Arenas (v.d.) | Victoriano Arenas (v.d.) | Victoriano Arenas | Victoriano Arenas | 1                | 1 | 2                  | 2                  | 3                 | 5                 |                   |                   |  |                    |                    |                 |                 |                 |                 |  |
|  | Victoriano Arenas (v.d.) | Victoriano Arenas (v.d.) |                   |                   |                  |   |                    |                    |                   | 5                 |                   |                   |  |                    |                    |                 |                 |                 |                 |  |
|  | Villa San Carlos         | Villa San Carlos         | 3                 | 2                 | 5                |   |                    |                    |                   |                   |                   |                   |  |                    |                    |                 |                 |                 |                 |  |
|  | Villa San Carlos         | Villa San Carlos         | 3                 | 2                 | 5                |   |                    |                    |                   |                   |                   |                   |  | Argentino de Merlo | Argentino de Merlo | 1               | 1               | 2               |                 |  |
|  |                          |                          |                   |                   |                  |   |                    |                    |                   |                   |                   |                   |  | Argentino de Merlo | Argentino de Merlo | 1               | 1               | 2               |                 |  |
|  |                          |                          | Lugano            | Lugano            | 2                | 1 | 3                  |                    |                   |                   |                   |                   |  |                    |                    |                 |                 |                 |                 |  |
|  |                          |                          | Lugano            | Lugano            | 2                | 1 | 3                  |                    |                   |                   |                   |                   |  |                    |                    |                 |                 |                 |                 |  |
|  |                          |                          |                   |                   |                  |   |                    |                    |                   |                   |                   |                   |  |                    |                    |                 |                 |                 |                 |  |
|  |                          |                          |                   |                   |                  |   |                    |                    |                   |                   |                   |                   |  |                    |                    |                 |                 |                 |                 |  |
|  |                          | Sacachispas              | Sacachispas       | 0                 | 3                | 3 |                    |                    |                   |                   |                   |                   |  |                    |                    |                 |                 |                 |                 |  |
|  |                          |                          |                   |                   |                  | 3 |                    |                    |                   |                   |                   |                   |  |                    |                    |                 |                 |                 |                 |  |
|  |                          |                          | Lugano            | Lugano            | 2                | 3 | 5                  |                    |                   |                   |                   |                   |  |                    |                    |                 |                 |                 |                 |  |
|  | Lugano                   | Lugano                   | Lugano            | Lugano            | 2                | 3 | 5                  | 2                  | 4                 | 6                 |                   |                   |  |                    |                    |                 |                 |                 |                 |  |
|  | Lugano                   | Lugano                   |                   |                   |                  |   |                    |                    |                   | 6                 |                   |                   |  |                    |                    |                 |                 |                 |                 |  |
|  | Puerto Nuevo             | Puerto Nuevo             | 1                 | 0                 | 1                |   |                    |                    |                   |                   |                   |                   |  |                    |                    |                 |                 |                 |                 |  |
|  | Puerto Nuevo             | Puerto Nuevo             | 1                 | 0                 | 1                |   |                    |                    |                   |                   |                   |                   |  |                    |                    |                 |                 |                 |                 |  |
|  |                          |                          |                   |                   |                  |   |                    |                    |                   |                   |                   |                   |  |                    |                    |                 |                 |                 |                 |  |

- Nota: En cada llave, el equipo que ocupa la primera línea es el que definió la serie como local y tuvo ventaja deportiva, por su mejor ubicación en la tabla.

## Tabla de descenso
| Pos  | Equipo              | 1995-96 | 1996-97 | 1997-98 | Total | PJ | promedio |
| ---- | ------------------- | ------- | ------- | ------- | ----- | -- | -------- |
| 1.°  | Argentino de Merlo  | -       | -       | 54      | 54    | 28 | 1,929    |
| 2.°  | Sacachispas         | 40      | 53      | 54      | 147   | 84 | 1,750    |
| 3.°  | Puerto Nuevo        | -       | 41      | 48      | 89    | 54 | 1,648    |
| 4.°  | Central Ballester   | 61      | -       | 30      | 91    | 56 | 1,625    |
| 5.°  | Villa San Carlos    | 38      | 44      | 45      | 127   | 84 | 1,512    |
| 6.°  | Juventud Unida      | 25      | 37      | 63      | 125   | 84 | 1,488    |
| 7.°  | Yupanqui            | 44      | 32      | 44      | 120   | 84 | 1,429    |
| 8.°  | Victoriano Arenas   | 35      | 30      | 49      | 114   | 84 | 1,357    |
| 9.°  | Acassuso            | 50      | 33      | 31      | 114   | 84 | 1,357    |
| 10.° | Lugano              | 45      | 15      | 49      | 109   | 84 | 1,298    |
| 11.° | Centro Español      | -       | 27      | 32      | 59    | 54 | 1,093    |
| 12.° | Sportivo Barracas   | 37      | 22      | 24      | 83    | 84 | 0,988    |
| 13.° | Muñiz               | -       | 25      | 23      | 48    | 54 | 0,889    |
| 14.° | Ferrocarril Urquiza | -       | -       | 19      | 19    | 28 | 0,679    |
| 15.° | Atlas               | -       | -       | 13      | 13    | 28 | 0,464    |

|  | Desafiliado por una temporada. |